# E=MC2 (マライア・キャリーのアルバム)
『E=MC2』（イー・イコールズ・エムシー・スクエアード）は、マライア・キャリーの11枚目のスタジオ・アルバム。邦題は『E=MC2〜MIMI第2章』。

## 解説
タイトルは特殊相対性理論のE=mc2からとられた。MCはマライア・キャリーのイニシャルであり、前作（The Emancipation of Mimi）の第2章という意味が隠されている。
タイトル通り内容は前作を踏襲しており、ヒップホップ系のプロデューサーやゲストアーティストを多数参加させつつ、アダルト・コンテンポラリー寄りのバラードも収録している。
米国では前作を上回る46.3万枚の初動売上でBillboard 200の初登場1位を記録し、2週連続1位を獲得した。しかしながら米国での累計セールスは約130万枚、全世界では約250万枚と前作に比べて大幅にセールスを減らした。
前作と比べセールス的には下がったが、ダウンロードなどのデジタル音楽業界により世界中で年々CDが売れないと言われている時代にこの売り上げは、まずまずの成功と言えるだろう。
2008年5月にプロモーションのため来日した。本作に付随したライブツアーは行われなかった。

## シングル
1. タッチ・マイ・ボディ
18作目のBillboard Hot 100 第1位を獲得。ザ・ビートルズ（通算20曲）に次ぐ記録となった。
2. バイ・バイ
この曲のプロモーションビデオに出演し知り合ったニック・キャノンと電撃結婚した。Billboard Hot 100 最高19位。
3. ラヴィン・ユー・ロング・タイム
日本テレビ系プロ野球中継「PRIDE&SPIRIT 日本プロ野球」の2008年度テーマ曲。その縁で5月のプロモーション来日時に東京ドームでの読売ジャイアンツの試合で始球式を行った。Billboard Hot 100 最高58位。
4. アイ・ステイ・イン・ラヴ
Billboard Hot 100にはランクインしなかった。原曲はバラードだが、ダンスリミックスがBillboard Hot Dance/Club Playで自身12曲目の1位となった。

## 収録曲
1. Migrate feat. T-Pain（マイグレイト feat. T-ペイン）
2. Touch My Body（タッチ・マイ・ボディ）
3. Cruise Control（クルーズ・コントロール）
4. I Stay In Love（アイ・ステイ・イン・ラヴ）
5. Side Effects feat. Young Jeezy（サイド・エフェクツ feat. ヤング・ジージー）
6. I'm That Chick（アイム・ザット・チック）
7. Love Story（ラヴ・ストーリー）
8. I'll Be Lovin' U Long Time（ラヴィン・ユー・ロング・タイム）
9. Last Kiss（ラスト・キス）
10. Thanx 4 Nothin'（サンクス・フォー・ナッシン）
11. O.O.C.
12. For The Record（フォー・ザ・レコード）
13. Bye Bye（バイ・バイ）
14. I Wish You Well（アイ・ウィッシュ・ユー・ウェル）
15. Heat（ヒート） - 日本盤ボーナストラック
16. 4real4real（フォーリアルフォーリアル） - 日本盤ボーナストラック

## チャート成績
| チャート（2008年）               | 最高順位 |
| -------------------------------- | -------- |
| アメリカ（Billboard Hot 100）    | 1        |
| イギリス（全英アルバムチャート） | 3        |